# Palmyra
 For alternative betydninger, se Palmyra (flertydig). (Se også artikler, som begynder med Palmyra)
Palmyra (græsk: Παλμυρα, dansk: ~ Palmebyen; aramæisk Tadmor) er en ruinby fra antikken og et vigtigt arkæologisk område i Syrien cirka 215 km nordøst for hovedstaden Damaskus i en oase i den syriske ørken, tæt på den moderne landsby Tadmor.
Palmyra blev indskrevet på UNESCOs Verdensarvsliste i 1980.

## Historie
Palmyra, det bibelske Tadmor, ligger midt i den syriske ørken. Byen blev opført nær en varmtvandskilde, der hed Afqa, ifølge optegnelser på skrifttavler fra Mari og i aramæiske tekster. I det 18. århundrede f.Kr. var stedet beboet af aramæere, amoritter og nabatæere. Karavanehandlen gav byen dens betydning og var kilde til stor velstand Man forsøgte også at drive et agerbrug, hvilket fund af vandledninger vidner om.
Tadmors korte storhedstid var under anden halvdel af 200-tallet, da byen var et vigtigt økonomisk centrum. Byen havde gode handelsforbindelser med Persien, Indien, Kina og den arabiske halvø i øst, og med middelhavsområdet i vest. I begyndelsen af vor tidsregning blev området erobret af Romerriget og blev indlemmet i Syrien som en provins. I 268 e.Kr. forsøgte Tadmor at løsrive sig fra romerne, men blev generobret i 273 og i den forbindelse ødelagt.

### IS indtog i Palmyra og generobring
Som et resultat af den syriske borgerkrig blev stedet udsat for omfattende plyndringer og beskadigelse som følge af sammenstødene mellem de kæmpende. I sommeren 2012 var der en stigende bekymring for plyndring af museet. En amatørvideo viste syriske soldater fjerne gravsten. En rapport på den franske tv-station Frankrig 24 mente dog, at det var "umuligt ud fra oplysningerne at afgøre, om plyndringer havde fundet sted." I 2013 blev Bel-templet ramt af mortergranater og granatsplinter, der beskadigede både facaden og søjlegangen. Ifølge Maamoun Abdulkarim, direktør for antikke genstande og museer ved det syriske kulturministerium, havde den syriske hær placeret tropper i nogle af de arkæologiske fundsteder, mens de syriske oppositionsgrupper havde stationeret soldater i haver rundt om i byen.
Den 13. maj 2015 indledte terrororganisationen Islamisk Stat (IS) et angreb på det moderne Palmyra. Angrebet øgede frygten for, at den ikonoklastiske gruppe ville ødelægge den historiske by. Den 20. maj 2015 kom hele byen under kontrol af IS.
"Palmyra er et ekstraordinært Verdensarvssted i ørkenen, og enhver ødelæggelse i Palmyra er ikke bare en krigsforbrydelse, men vil betyde et enormt tab for menneskeheden," udtalte UNESCOs generaldirektør Irina Bokova den 21. maj 2015. "Jeg appellerer til alle involverede i konflikten om at indføre en øjeblikkelig våbenhvile i og omkring Palmyra. Det er et yderst vigtigt Verdensarvssted, der tilhører hele menneskeheden, og vi har ansvaret for at beskytte og bevare det."
Abdulkarim, syrisk embedsmand, oplyste Reuters, at hundredvis af statuer fra Palmyra var blevet flyttet til sikre steder. Men han var mere pessimistisk om resten af Verdensarvsstedet og udtrykker frygt for de "store monumenter, der ikke kan flyttes."
"Dette er hele verdens kamp," tilføjede Abdulkarim. "Mennesker, det civiliserede samfund, har tabt kampen mod barbariet. Jeg har mistet alt håb."
Bel-templet blev rapporteret delvist ødelagt af IS i slutningen af august 2015, tidligere på måneden var Baalshamintemplet blevet sprængt i luften.
I marts 2016 blev oldtidsbyen generobret af det syriske styre. Flere af byens strukturer og berømte søjlegange står fortsat og det vurderes af Abdulkarim at "80 procent af ruinerne er i fin stand" og med UNESCOs tilladelse ville kunne blive genopbygget på fem år. Forud venter dog et flere måneders minerydningsarbejde af området samt afklaring af et massegravsfund.
I december 2016 blev det rapporteret, at IS havde genindtaget byen, på trods af støtte fra det russiske luftvåben til den syriske hær, og efterfølgende at dele af det romerske amfiteater og tetrapylon var blevet ødelagt. Byen blev efterfølgende genindtaget af de syriske styrker i marts 2017.